# Wiktor Brummer
Wiktor Stanisław Brummer (ur. 1 marca 1894 w Krakowie, zm. 21 listopada 1941 w Perth) – kapitan administracji Wojska Polskiego, działacz niepodległościowy, żyd , literat, teatrolog.

## Życiorys
Urodził się 1 marca 1894 w Krakowie, w rodzinie Jakuba, właściciela zakładu krawieckiego, i Bronisławy . W latach 1913–1914 i 1917–1918 studiował historię sztuki i literatury na Wydziale Filozoficznym Uniwersytetu Jagiellońskiego .
31 sierpnia 1914 wstąpił do Legionów Polskich i został przydzielony do oddziału pionierów I Brygady . Ranny, leczył się w Szpitalu Rezerwowym w Theresienstadt, a potem w Szpitalu Rezerwowym nr 2 w Wiedniu . 3 sierpnia 1916 pod Sitowiczami jako żołnierz I batalionu 2 Pułku Piechoty został ranny po raz drugi. W 1917 był wymieniony jako starszy szeregowiec w spisie oficerów, podoficerów i żołnierzy skierowanych na 2. Kurs Wyszkolenia . Po kryzysie przysięgowym wstąpił do Polskiego Korpusu Posiłkowego. W czasie bitwy pod Rarańczą (15/16 lutego 1918) przewiózł archiwum 2 pp do Krakowa. Od lutego 1918 służył w Polskiej Sile Zbrojnej , w stopniu sierżanta.
18 marca 1919, jako podoficer byłych Legionów Polskich, został mianowany z dniem 1 marca 1919 podporucznikiem piechoty. Służył wówczas w 4 Pułku Piechoty Legionów. 21 sierpnia 1919 został przeniesiony z Baonu Zapasowego 4 pp Leg. do Departamentu Szkolnictwa Wojskowego Ministerstwa Spraw Wojskowych. 1 czerwca 1921 pełnił służbę w Oddziale III MSWojsk., a jego oddziałem macierzystym był 4 ppLeg. 3 maja 1922 został zweryfikowany w stopniu kapitana ze starszeństwem z 1 czerwca 1919 i 1502. lokatą w korpusie oficerów piechoty, a jego oddziałem macierzystym był nadal 4 pp Leg. Później został przeniesiony do korpusu oficerów administracyjnych (dział naukowo-oświatowy) i 1 września 1922 przydzielony do Wojskowego Instytutu Naukowo–Wydawniczego w Warszawie na stanowisko szefa Wydziału Wydawniczego . Z dniem 31 maja 1926 został przeniesiony w stan nieczynny na 12 miesięcy. Z dniem 31 maja 1927 przedłużono mu stan nieczynny o kolejne 12 miesięcy. Z dniem 1 marca 1928 został powołany ze stanu nieczynnego z równoczesnym przydziałem do Archiwum Wojskowego na stanowisko kierownika referatu. W marcu 1934 został przeniesiony do korpusu oficerów piechoty z pozostawieniem na zajmowanym stanowisku w Archiwum Wojskowych. W 1935 powierzono mu pełnienie obowiązków kierownika działu archiwum. 31 lipca 1937 został przeniesiony do korpusu oficerów administracji, grupa administracyjna. W 1939 był kierownikiem działu i zastępcą majora Bolesława Waligóry, kierownika Archiwum Wojskowego. Obowiązki służbowe łączył z pracą dydaktyczną jako profesor Wyższej Szkoły Dziennikarskiej i Państwowego Instytutu Sztuki Teatralnej w Warszawie. Był także współzałożycielem i dyrektorem Teatru Praskiego (1927–1928) .
W Szkocji pełnił służbę w I Korpusie Polskim na stanowisku zastępcy kierownika referatu propagandy i oświaty . Zmarł 21 listopada 1941 w Perth. Został pochowany na cmentarzu Wellshill. Pośmiertnie został mianowany majorem w korpusie oficerów administracji .

## Ordery i odznaczenia
- Krzyż Niepodległości – 6 czerwca 1931 „za pracę w dziele odzyskania niepodległości”[21]
- Krzyż Walecznych[22]
- Srebrny Krzyż Zasługi po raz drugi – 10 lutego 1939 „za zasługi na polu pracy społecznej”[23]
- Srebrny Krzyż Zasługi po raz pierwszy – 10 listopada 1925 „za zasługi, położone na polu rozwoju piśmiennictwa wojskowego”[24]
- Medal Pamiątkowy za Wojnę 1918-1921[25]
- Medal Dziesięciolecia Odzyskanej Niepodległości[25]
- Order Palm Akademickich[25]